# Brisbane International 2025
Brisbane International 2025 là một giải quần vợt chuyên nghiệp trong ATP Tour 2025 và WTA Tour 2025. Giải đấu được thi đấu trên mặt sân cứng ngoài trời ở Brisbane, Queensland, Úc. Đây là lần thứ 14 giải đấu được tổ chức và diễn ra tại Queensland Tennis Centre ở Tennyson. Giải đấu là một phần của Australian Open Series để khởi động cho giải Grand Slam đầu tiên trong năm.

## Phân phối điểm
| Sự kiện | VĐ  | CK  | BK  | TK  | V16 | V32 | V64 | Q  | Q2 | Q1 |
| Đơn nam | 250 | 165 | 100 | 50  | 25  | 0   | —   | 13 | 7  | 0  |
| Đôi nam | 250 | 150 | 90  | 45  | 20  | 0   | —   | —  | —  | —  |
| Đơn nữ  | 500 | 325 | 195 | 108 | 60  | 32  | 1   | 25 | 13 | 1  |
| Đôi nữ  | 500 | 325 | 195 | 108 | 60  | 1   | —   | —  | —  | —  |

## Nội dung đơn ATP

### Hạt giống
| Quốc gia | Tay vợt          | Xếp hạng1 | Hạt giống |
| -------- | ---------------- | --------- | --------- |
| SRB      | Novak Djokovic   | 7         | 1         |
| BUL      | Grigor Dimitrov  | 10        | 2         |
| DEN      | Holger Rune      | 13        | 3         |
| USA      | Frances Tiafoe   | 18        | 4         |
| USA      | Sebastian Korda  | 22        | 5         |
| CHI      | Alejandro Tabilo | 23        | 6         |
| AUS      | Alexei Popyrin   | 24        | 7         |
| AUS      | Jordan Thompson  | 26        | 8         |

- 1 Bảng xếp hạng vào ngày 23 tháng 12 năm 2024.

### Vận động viên khác
Đặc cách:
- Rinky Hijikata
- Aleksandar Vukic
- Adam Walton

Bảo toàn thứ hạng:
- Nick Kyrgios
- Reilly Opelka

Vượt qua vòng loại:
- Nishesh Basavareddy
- Benjamin Bonzi
- Federico Agustín Gómez
- Yannick Hanfmann
- Mikhail Kukushkin
- Yoshihito Nishioka

Thua cuộc may mắn:
- Dušan Lajović

### Rút lui
- Sebastián Báez → thay thế bởi  Arthur Cazaux
- Marcos Giron → thay thế bởi  Arthur Rinderknech
- Thanasi Kokkinakis → thay thế bởi  Christopher O'Connell
- Sebastian Korda → thay thế bởi  Dušan Lajović

## Nội dung đôi ATP

### Hạt giống
| Quốc gia | Tay vợt            | Quốc gia | Tay vợt         | Xếp hạng1 | Hạt giống |
| -------- | ------------------ | -------- | --------------- | --------- | --------- |
| CRO      | Nikola Mektić      | NZL      | Michael Venus   | 23        | 1         |
| FIN      | Harri Heliövaara   | GBR      | Henry Patten    | 30        | 2         |
| USA      | Nathaniel Lammons  | USA      | Jackson Withrow | 38        | 3         |
| GBR      | Joe Salisbury      | GBR      | Neal Skupski    | 51        | 4         |
| GBR      | Julian Cash        | GBR      | Lloyd Glasspool | 60        | 5         |
| GBR      | Jamie Murray       | AUS      | John Peers      | 62        | 6         |
| USA      | Austin Krajicek    | USA      | Rajeev Ram      | 73        | 7         |
| COL      | Nicolás Barrientos | BEL      | Sander Gillé    | 80        | 8         |

- 1 Bảng xếp hạng vào ngày 23 tháng 12 năm 2024.

### Vận động viên khác
Đặc cách:
- Novak Djokovic /  Nick Kyrgios
- Christopher O'Connell /  Jordan Thompson

Thay thế:
- Rinky Hijikata /  Jason Kubler
- Tristan Schoolkate /  Adam Walton

### Rút lui
- Grigor Dimitrov /  Sebastian Korda → thay thế bởi  Tristan Schoolkate /  Adam Walton
- Joe Salisbury /  Neal Skupski → thay thế bởi  Rinky Hijikata /  Jason Kubler

## Nội dung đơn WTA

### Hạt giống
| Quốc gia | Tay vợt               | Xếp hạng1 | Hạt giống |
| -------- | --------------------- | --------- | --------- |
|          | Aryna Sabalenka       | 1         | 1         |
| USA      | Emma Navarro          | 8         | 2         |
|          | Daria Kasatkina       | 9         | 3         |
| ESP      | Paula Badosa          | 12        | 4         |
|          | Diana Shnaider        | 13        | 5         |
|          | Anna Kalinskaya       | 14        | 6         |
| LAT      | Jeļena Ostapenko      | 15        | 7         |
|          | Mirra Andreeva        | 16        | 8         |
| UKR      | Marta Kostyuk         | 18        | 9         |
|          | Victoria Azarenka     | 20        | 10        |
| POL      | Magdalena Fręch       | 25        | 11        |
| CZE      | Linda Nosková         | 26        | 12        |
|          | Liudmila Samsonova    | 27        | 13        |
|          | Ekaterina Alexandrova | 28        | 14        |
| KAZ      | Yulia Putintseva      | 29        | 15        |
| UKR      | Dayana Yastremska     | 33        | 16        |

- 1 Bảng xếp hạng vào ngày 23 tháng 12 năm 2024.

### Vận động viên khác
Đặc cách:
- Kimberly Birrell
- Talia Gibson
- Maya Joint

Bảo toàn thứ hạng:
- Zheng Saisai

Vượt qua vòng loại:
- Sára Bejlek
- Ana Bogdan
- Priscilla Hon
- Maddison Inglis
- Polina Kudermetova
- Anca Todoni

### Rút lui
- Jessica Pegula → thay thế bởi  Suzan Lamens

## Nội dung đôi WTA

### Hạt giống
| Quốc gia | Tay vợt        | Quốc gia | Tay vợt           | Xếp hạng1 | Hạt giống |
| -------- | -------------- | -------- | ----------------- | --------- | --------- |
| TPE      | Chan Hao-ching | UKR      | Lyudmyla Kichenok | 20        | 1         |
| KAZ      | Anna Danilina  |          | Irina Khromacheva | 40        | 2         |
| UKR      | Marta Kostyuk  | LAT      | Jeļena Ostapenko  | 66        | 3         |
| CHN      | Guo Hanyu      |          | Alexandra Panova  | 66        | 4         |

- 1 Bảng xếp hạng vào ngày 23 tháng 12 năm 2024.

### Vận động viên khác
Đặc cách:
- Talia Gibson /  Maya Joint
- Priscilla Hon /  Anna Kalinskaya

Bảo toàn thứ hạng:
- Xu Yifan /  Yang Zhaoxuan

## Nhà vô địch

### Đơn nam
- Jiří Lehečka đánh bại  Reilly Opelka 4–1 bỏ cuộc

### Đơn nữ
- Aryna Sabalenka đánh bại  Polina Kudermetova 4–6, 6–3, 6–2

### Đôi nam
- Julian Cash /  Lloyd Glasspool đánh bại  Jiří Lehečka /  Jakub Menšík 6–3, 6–7(2–7), [10–6]

### Đôi nữ
- Mirra Andreeva /  Diana Shnaider đánh bại  Priscilla Hon /  Anna Kalinskaya 7–6(8–6), 7–5